# Beatriz Danitz
Beatriz Danitz (Santiago, 1917 - Santiago, 15 de mayo de 2009) fue una pintora expresionista chilena premiada en diversas exposiciones tanto en Chile como en el extranjero. Estuvo casada con su maestro de pintura Carlos Isamitt.

## Trayectoria como pintora
Inició sus estudios sistemáticos con el maestro Carlos Isamitt desde 1936 hasta 1942. En ese periodo inicia sus presentaciones en los salones oficiales de la Universidad de Chile y en los Salones de la Sociedad Nacional de Bellas Artes entre otros, recibiendo diversas distinciones. Dentro de sus obras se encuentran pinturas al óleo, acuarelas y dibujos, siendo la primera artista Chilena a la cual se adquirieron obras para el museo de Toledo (Ohio). Participa también en múltiples exposiciones colectivas e individuales tanto en el país como en el extranjero. Integra en el año 1975 el grupo cinético organizado por Matilde Pérez.
Investigaciones recientes la ubican, junto a un grupo de artistas pioneras, como trascendentales para la generación que dio inicio a la modernidad artística en Chile. Entre ellas se encuentran Ana Cortés, Luisa Besa de Donoso, Ximena Cristi, Marta Colvin, Marta Cuevas, María Fuentealba, Lily Garafulic, Mireya Lafuente, Susana Mardones, Hortensia Oehrens, Henriette Petit, Maruja Pinedo, Aída Poblete, Dora Puelma, Inés Puyó, María Tupper y Marta Villanueva.
Algunas de sus obras se encuentran en Museos de Chile y Extranjeros.

## Premios
- 1936 Mención Honorosa Sección Pintura, Salon Oficial de la Universidad de Chile
- 1937 Tercera Medalla Sección Pintura, Salon Oficial de la Universidad de Chile
- 1937 Mención Honrosa en Pintura, Salón de la Sociedad Nacional de Bellas Artes
- 1938 Tercera Medalla Sección Pintura, Salón de la Sociedad Nacional de Bellas Artes
- 1941 Segundo Premio Sección Pintura, Salón Oficial de la Universidad de Chile.
- 1941 Segunda Medalla Acuarela, Salón de la Sociedad Nacional de Bellas Artes.
- 1941 Tercera Medalla Acuarela, Salón Cuarto Centenario de Santiago.
- 1942 Primer Premio Acuarela, Salón de Acuarelistas de la Asociación de Arquitectos de Chile.
- 1946 Tercer Premio Dibujo, Salón Oficial de la Universidad de Chile.
- 1947 Tercer Premio Pintura, Salón Oficial de la Universidad de Chile.
- 1947 Tercer Premio Pintura, Salón de Verano Viña del Mar.
- 1947 Segunda Medalla Dibujo, Salón de la Sociedad Nacional de Bellas Artes.
- 1948 Premio “Carlos Ossandon” Oleo, Salón Federación Artistas Plásticos de Chile.
- 1948 Segunda Medalla Acuarela, Salón de la Sociedad Nacional de Bellas Artes.
- 1949 Segundo Premio Acuarela, Salón de Verano Viña del Mar.
- 1950 Primera Medalla Acuarela, Salón de la Sociedad Nacional de Bellas Artes.
- 1950 Segundo Premio Pintura, Salón de Verano Viña del Mar.
- 1959 Primer Premio Pintura, Salón Artes Plásticas Ilustre Municipalidad de San Miguel.

## Exposiciones
- 1942-1946 Exposición Colectiva "Chilean Painting & Sculpture" que recorre Estados Unidos, Canadá, Río de Janeiro, Quito, Buenos Aires, Madrid, Bogotá, Lima.
- 1947 Exposición Colectiva de la Inauguración del MAC.
- 1947 Exposición Colectiva de Autorretratos y Retratos de Artistas de la Sociedad Nacional de Bellas Artes.
- 1947 Exposición Individual en el Instituto de Artes Plásticas de la Universidad de Chile
- 1949 Exposición Individual en el Instituto Norteamericano de Cultura.
- 1953 Exposición Colectiva de Pintura y Escultura Contemporánea Chilena en Buenos Aires, Argentina.
- 1970 Exposición Colectiva de Pintura Femenina del grupo forma y espacio del Goethe Institute.
- 1975 Exposición Colectiva de Serigrafía Cinética Segunda Bienal de Valparaíso
- 1980 Exposición Colectiva de Arte Cinético que recorre el país

## Docencia
Ejerció como docente en el departamento de diseño de la Universidad de Chile, impartiendo la asignatura de expresión gráfica y composición. Participa en actividades de extensión en provincias y realiza labores de investigación. 

## Estilo
Danitz se autodefine con una cierta tendencia expresionista que evolucionó de su primera actitud dibujistico analítica, hacia una libertad colorista de mayor exaltación y de más amplias proyecciones. Manifiesta preferencia por aquellos estilos de arte que expresen en forma más evidente las fuerzas oscuras de la naturaleza alcanzadas bajo una perfección técnica del oficio de pintor y la búsqueda estética de la potencia y espontaneidad.